# Georg Wilhelm Wiesand
Georg Wilhelm Wiesand (* 8. Februar 1835; † 1893),  war ein deutscher Landrat, Rittergutsbesitzer und Parlamentarier.

## Leben
Wiesand studierte an der Ruprecht-Karls-Universität und wurde 1854 im Corps Guestphalia Heidelberg recipiert. 1880 wurde er als Nachfolger von Ludwig Curt von Ponickau zunächst kommissarisch, 1881 endgültig Landrat des Kreises Torgau im Regierungsbezirk Merseburg der Provinz Sachsen. Dieses Amt hatte er bis 1893 inne. Nachfolger im Amt wurde sein Sohn Wilhelm Wiesand (1860–1919).
Wiesand war Erbe des Rittergutes Zwethau, das seit 1839 in Familienbesitz war. 1867–1870 vertrat er als Abgeordneter den Wahlkreis Merseburg 1 (Liebenwerda, Torgau) im Preußischen Abgeordnetenhaus. Er gehörte der Fraktion der Konservativen Partei an.